# Wohlde
Wohlde (tiếng Đan Mạch: Volde) là một đô thị thuộc huyện Schleswig-Flensburg, trong bang Schleswig-Holstein, nước Đức. Đô thị Wohlde có diện tích 14,43 km², dân số thời điểm 31 tháng 12 năm 2006 là 530 người.